# 황녀
황녀(皇女)는 천황 또는 황제의 딸을 의미한다. 비슷해 보이지만 다른 뜻인 말로는 왕녀가 있으나 왕녀는 왕의 딸을 의미한다.
여황 또는 황후를 제외하면 가장 높은 여자다.

## 같이 보기
- 내친왕
- 황자